# Pra-Loup
Pra-Loup és una estació d'esquí que es troba als Alps, a la comuna d'Uvernet e Forns, a la Provença – Alps – Costa Blava, a 7 km de Barceloneta de Provença, a la vall de l'Ubaye.

## Geografia
El domini esquiable s'estén entre els 1.500 i els 2.500 msnm, amb 100 quilòmetres de pistes, repartits en 6 pistes verdes, 13 de blaves, 17 de vermelles i 3 de negres. L'estació compta amb 19 remuntadors mecànics: 2 telecabines, 1 telemix, 4 telecadires, 9 telesquís i 3 catifes.
Junt amb La Foux d'Allos formen l'Espace Lumière, amb 180 quilòmetres de pistes.

## Història
L'indret de Pra-Loup és conegut des del s. I a.C, amb la presència de pastors de lígurs, que procedents de la Mediterrània s'hi van assentar i van donar lloc a tribus locals. El llogaret pren forma durant el s.XII, amb l'arribada de monjos Chalaisian procedents de Laverq. Fins al segle xvii va anar creixent, amb la construcció d'un hostals i granges. Fins al 1920 el llogaret estava poc poblat. A finals de la dècada de 1950 el filantrop Pierre Grouès va tenir la idea de crear-hi una estació d'esquí per potenciar la vila. Aquesta es va concretar durant la dècada de 1960 i dels 3.000 llits inicials finalment es passà a oferir una capacitat de 10.000 llits per raons de rendibilitat.

## Ciclisme a Pra-Loup

### El Tour de França
Aquesta estació d'esquí ha acollit l'arribada de diverses etapes del Tour de França. La primera ocasió fou el 1975, amb una etapa procedent de Niça i que fou guanyada per Bernard Thévenet en superar en l'ascensió final al belga Eddy Merckx. El 2015 fou la darrera ocasió en què la cursa hi arribà.
| Any  | Etapa | Categoria | Guanyador de l'etapa      | Mallot groc              |
| ---- | ----- | --------- | ------------------------- | ------------------------ |
| 2015 | 17    | 2         | Simon Geschke (GER)       | Christopher Froome (GBR) |
| 1980 | 16    | HC        | Jos Deschoenmaecker (BEL) | Joop Zoetemelk (NED)     |
| 1975 | 15    | 2         | Bernard Thévenet (FRA)    | Bernard Thévenet (FRA)   |

### Altres curses
Com a preparació del Tour de França de 2015, Pra-Loup acollí l'arribada de la cinquena etapa del Critèrium del Dauphiné 2015, en què s'imposà Romain Bardet.